# Witrianka (Krym)
Witrianka (ukr. Вітрянка, ros. Ветрянка, Wietrianka) – wieś na Ukrainie, w Autonomicznej Republice Krymu (de iure stanowiącej integralną część państwa ukraińskiego, w 2014 anektowanej przez Rosję i odtąd funkcjonującej jako Republika Krymu), w rejonie rozdolnieńskim. W 2021 liczyła 49 mieszkańców.